# Joseph Henry Woodger
Joseph Henry Woodger (* 2. Mai 1894 in Great Yarmouth; † 8. März 1981) war ein britischer Biologietheoretiker, Logiker und Philosoph, dessen Arbeiten auf dem Gebiet der Wissenschaftstheorie über mehrere Dekaden des 20. Jahrhunderts hinweg als wegweisend galten.

## Leben und Werk
Joseph Henry Woodger wurde in Great Yarmouth in Norfolk geboren und studierte zwischen 1911 und 1922 am University College London und wechselte dann an die medizinische Schule des Middlesex Hospital der Londoner Universität. 1947 wurde er dort Professor und wurde 1959 emeritiert. Der Philosoph starb 1981.
Karl Popper hielt Woodger, der dem Wiener Kreis nahestand und maßgeblich zur Etablierung der axiomatischen Methode in der Biologie beitrug, für einen der einflussreichsten Wissenschaftstheoretiker seiner Generation.

## Veröffentlichungen (Auswahl)
- Biological Principles. K. Paul, Trench, Trubner, London 1929.
- mit Alfred Tarski: The Axiomatic Method in Biology. Cambridge, U.K.: Cambridge University Press. Cambridge, U.K. 1937.
- The Technique of Theory Construction (= International Encyclopedia of Unified Science. Band 2, Nr. 5). University of Chicago Press, Chicago 1939; 5. Auflage 1964.
- Biology and Language, Cambridge University Press, Cambridge, U.K. 1952.
- mit Ludwig von Bertalanffy: Modern theories of development: an introduction to theoretical biology. New York: Harper, New York 1962.

## Belege
1. ↑  Karl Popper: Obituary: Joseph Henry Woodger. In: British Journal for the Philosophy of Science. Band 32, Nr. 3, 1982, S. 328–330.